# Groningen Challenger
Il Groningen Challenger è stato un torneo professionistico di tennis giocato su campi in cemento indoor. Faceva parte dell'ATP Challenger Series. Si giocava annualmente a Groninga in Paesi Bassi.

## Albo d'oro

### Singolare
| Anno | Campione        | Finalista         | Punteggio |
| ---- | --------------- | ----------------- | --------- |
| 2004 | Peter Wessels   | Ivo Minář         | 6–3, 6–2  |
| 2003 | Kristof Vliegen | Joachim Johansson | 6–4, 6–4  |

### Doppio
| Anno | Campioni                      | Finalisti                     | Punteggio |
| ---- | ----------------------------- | ----------------------------- | --------- |
| 2004 | Alexander Waske Rogier Wassen | Romano Frantzen Floris Kilian | 6–1, 6–2  |
| 2003 | Amir Hadad Harel Levy         | Fred Hemmes Raemon Sluiter    | 6–4, 6–4  |